# Longny-au-Perche
Longny-au-Perche era una comuna francesa situada en el departamento de Orne, de la región de Normandía, que el 1 de enero de 2016 pasó a ser una comuna delegada de la comuna nueva de Longny-les-Villages al fusionarse con las comunas de La Lande-sur-Eure, Malétable, Marchainville, Monceaux-au-Perche, Moulicent, Neuilly-sur-Eure y Saint-Victor-de-Réno.

## Demografía
| Gráfica de evolución demográfica de Longny-au-Perche entre 1800 y 2014 |
|                                                                        |

Los datos demográficos contemplados en este gráfico de la comuna de Longny-au-Perche se han cogido de 1800 a 1999 de la página francesa EHESS/Cassini, y los demás datos de la página del INSEE.